# Rhamnus wendtii
Rhamnus wendtii är en brakvedsväxtart som beskrevs av M. Ishiki Ishihara. Rhamnus wendtii ingår i släktet getaplar, och familjen brakvedsväxter. Inga underarter finns listade i Catalogue of Life.